# Gondwanatherium patagonicum
Gondwanatherium patagonicum è un mammifero estinto, appartenente ai gondwanateri. Visse nel Cretaceo superiore (Campaniano - Maastrichtiano, circa 72 - 66 milioni di anni fa) e i suoi resti fossili sono stati ritrovati in Sudamerica.

## Descrizione
Conosciuto per la dentatura e la mandibola, Gondwanatherium è un animale poco conosciuto e non è possibile effettuarne una ricostruzione completa. Era caratterizzato da denti molariformi particolarmente alti (ipsodonti) e da incisivi simili a quelli dei roditori, molto allungati e ricurvi. I "molari" di Gondwanatherium si allargavano man mano che si procedeva verso la parte posteriore delle fauci; lo smalto era particolarmente spesso, al contrario di quello presente in altri gondwanateri come Galulatherium. La cuspide centrale nei premolari era più complessa e sviluppata rispetto a quella di forme più arcaiche come Ferugliotherium. 

## Classificazione
Gondwanatherium patagonicum venne descritto per la prima volta da José Bonaparte nel 1986, sulla base di resti fossili rinvenuti in Argentina, nella formazione Los Alamitos nella provincia di Rio Negro, in Patagonia. Gondwanatherium è il genere eponimo dei gondwanateri (Gondwanatheria), un gruppo di mammiferi vissuti tra la fine del Mesozoico e l'inizio del Cenozoico, tipici dei continenti meridionali (Gondwana). In particolare, la struttura dei denti richiama un mammifero più recente, Sudamerica, ma sembra che la morfologia dentaria di Gondwanatherium fosse più derivata rispetto a quest'ultima forma. Sudamerica e Gondwanatherium sono stati ascritti alla famiglia Sudamericidae, comprendente i gondwanateri più derivati. 

## Paleoecologia
I denti a corona alta di Gondwanatherium suggeriscono che questo animale si nutrisse di vegetali particolarmente duri o abrasivi.